# Markus Näslund
Markus Näslund (Örnsköldsvik, 30 juli 1973) is een voormalig professioneel Zweeds ijshockeyspeler en momenteel general manager voor MoDo Hockey in de SHL. In de NHL heeft hij voor de Pittsburgh Penguins, Vancouver Canucks en New York Rangers' gespeeld, en in de SEL voor MoDo Hockey. Door Canuck fans vaak "Nazzy" genoemd, en door Zweedse fans "Macke" of "Mackan".
Näslund is op Trevor Linden na de speler met de meeste punten gescoord voor de Canucks. Ook is hij een van de weinige spelers die nog een houten stick gebruikt. Hij groeide op samen met Peter Forsberg, en later schopten ze het allebei tot topspelers in de NHL en bij hun nationale ploeg.

## Prijzen
- Vancouver Canucks Meest Waardevolle Speler in 1999.
- Cyrus McLean Trophy in 1999 en 2000.
- Molson Cup Award in 2001.
- Cyclone Taylor Award in 2001.
- NHL First All-Star Team in 2002, 2003 en 2004.
- NHL All-Star in 1999, 2001, 2002, 2003 en 2004.
- Genomineerd voor de Hart Memorial Trophy in 2003.
- Lester B. Pearson Award in 2003.

## Transacties
- 17 juni, 1991 - Gedraft door de Pittsburgh Penguins in de 1ste ronde, 16de globaal.
- 20 maart, 1996 - Geruild naar de Vancouver Canucks in ruil voor Alek Stojanov.

## Records
- 1993 Junior Wereldkampioenschap record voor meeste goals gescoord (13)
- Vancouver Canucks franchise record voor meeste goals gescoord in één seizoen door een Canucks aanvoerder (48)

## Privé
- Markus is getrouwd met Lotta en heeft drie kinderen, Rebecca, Isabella en Alex.

## Statistieken
| 1988-89    | Ornskoldsvik          | SEL-3      | 14  | 7   | 6   | 13  | --  | -- | -- | -- | -- | -- |
| 1989-90    | MODO Jr.              | SEL-2      | 33  | 43  | 35  | 78  | 20  | -- | -- | -- | -- | -- |
| 1990-91    | MODO                  | SEL        | 32  | 10  | 9   | 19  | 14  | -- | -- | -- | -- | -- |
| 1991-92    | MODO                  | SEL        | 39  | 22  | 18  | 40  | 54  | -- | -- | -- | -- | -- |
| 1992-93    | MODO Jr.              | SEL-2      | 2   | 4   | 1   | 5   | 2   | -- | -- | -- | -- | -- |
| 1992-93    | MODO                  | SEL        | 39  | 22  | 17  | 39  | 67  | 3  | 3  | 2  | 5  | 0  |
| 1993-94    | Pittsburgh Penguins   | NHL        | 71  | 4   | 7   | 11  | 27  | -- | -- | -- | -- | -- |
| 1993-94    | Cleveland Lumberjacks | IHL        | 5   | 1   | 6   | 7   | 4   | -- | -- | -- | -- | -- |
| 1994-95    | Pittsburgh Penguins   | NHL        | 14  | 2   | 2   | 4   | 2   | -- | -- | -- | -- | -- |
| 1994-95    | Cleveland Lumberjacks | IHL        | 7   | 3   | 4   | 7   | 6   | 4  | 1  | 3  | 4  | 8  |
| 1995-96    | Pittsburgh Penguins   | NHL        | 66  | 19  | 33  | 52  | 36  | -- | -- | -- | -- | -- |
| 1995-96    | Vancouver Canucks     | NHL        | 10  | 3   | 0   | 3   | 6   | 6  | 1  | 2  | 3  | 8  |
| 1996-97    | Vancouver Canucks     | NHL        | 78  | 21  | 20  | 41  | 30  | -- | -- | -- | -- | -- |
| 1997-98    | Vancouver Canucks     | NHL        | 76  | 14  | 20  | 34  | 56  | -- | -- | -- | -- | -- |
| 1998-99    | Vancouver Canucks     | NHL        | 80  | 36  | 30  | 66  | 74  | -- | -- | -- | -- | -- |
| 1999-00    | Vancouver Canucks     | NHL        | 82  | 27  | 38  | 65  | 64  | -- | -- | -- | -- | -- |
| 2000-01    | Vancouver Canucks     | NHL        | 72  | 41  | 34  | 75  | 58  | -- | -- | -- | -- | -- |
| 2001-02    | Vancouver Canucks     | NHL        | 81  | 40  | 50  | 90  | 50  | 6  | 1  | 1  | 2  | 2  |
| 2002-03    | Vancouver Canucks     | NHL        | 82  | 48  | 56  | 104 | 52  | 14 | 5  | 9  | 14 | 18 |
| 2003-04    | Vancouver Canucks     | NHL        | 78  | 35  | 49  | 84  | 58  | 7  | 2  | 7  | 9  | 2  |
| 2004-05    | MODO                  | SEL        | 13  | 8   | 9   | 17  | 8   | 6  | 0  | 1  | 1  | 10 |
| 2005-06    | Vancouver Canucks     | NHL        | 81  | 32  | 47  | 79  | 66  | -- | -- | -- | -- | -- |
| NHL Totaal | NHL Totaal            | NHL Totaal | 871 | 322 | 386 | 708 | 579 | 33 | 9  | 19 | 28 | 30 |

WG = Wedstrijden gespeeld

G = Goals

A = Assists

Ptn = Punten

PIM = Penalty's in minuten

## Internationaal
Näslund heeft voor Zweden gespeeld in de volgende competities:
- 1992 Junior Wereldkampioenschap (zilveren medaille)
- 1993 Junior Wereldkampioenschap (zilveren medaille)
- 1993 Wereldkampioenschap (zilveren medaille)
- 1996 Wereldkampioenschap
- 1996 Wereldbeker (halve finale)
- 1999 Wereldkampioenschap (bronzen medaille)
- 2002 Wereldkampioenschap (bronzen medaille)
- 2002 Olympische Winterspelen
- 2004 Wereldbeker